# 坂井聖人
坂井 聖人（さかい まさと、1995年6月6日 - ）は、日本の競泳選手。リオデジャネイロオリンピック競泳200メートルバタフライ銀メダリスト。セイコーホールディングス所属。

## 経歴
兄の影響で3歳で競泳を始めた。地元の柳川スイミングクラブに高校まで所属。最初は個人メドレーをやっていたが、平泳ぎが遅かった為、コーチに「バタフライをやった方がいい」と勧められ、小学6年生の時にバタフライに転向。
柳川高等学校1年生の時に、100mバタフライで高校総体優勝。3年生の時には200mバタフライで高校総体優勝、世界ジュニア選手権2位、国体優勝。「憧れの瀬戸大也がいるから」という理由で早稲田大学に進学。
2016年リオデジャネイロオリンピック200mバタフライ準決勝では6位。瀬戸大也は5位であった。決勝において、坂井は150m付近まで6位であったが最後の50mで驚異的な追い上げを見せ、2位となり銀メダルを獲得した。金メダルはアメリカのマイケル・フェルプスで、坂井との差はわずか0.04秒であった。11月に彩の国スポーツ功労賞を受賞。

## 選手としての特徴
専門種目はバタフライ。大きな泳ぎを強みとしている。

## 主な成績とタイム
- 2010年：
  - 広島全国中学校競技大会　男子100mバタフライ　決勝1位　00:55.32
  - 千葉国体2010 男子100mバタフライ　少年B 2位　00:55.47
- 2011年：
  - 北東北インターハイ2011　男子100mバタフライ　決勝1位　00:54.15、男子200mバタフライ　決勝2位　01:58.49
  - 山口国体2011　男子400m自由形　少年B 1位　03:58.41、男子100mバタフライ　少年B 2位　00:54.91
- 2012年：
  - 日本選手権2012　男子200mバタフライ　準決勝11位　01:59.11
  - 北信越インターハイ2012　男子100mバタフライ　決勝3位　00:54.19、男子200mバタフライ　決勝2位　01:57.05
  - 岐阜国体2012　男子200mバタフライ　少年A 2位　01:57.93
- 2013年：
  - 日本選手権2013　男子200mバタフライ　決勝6位　01:58.64
  - ジャパンオープン（50m）2013　決勝6位　01:58.45
  - 日本高校選手権2013　男子100mバタフライ　決勝3位　00:53.50、男子200mバタフライ　決勝1位　01:56.80
  - 東京国体2013  男子200mバタフライ　少年A 1位　01:56.90
- 2014年：
  - 日本選手権（25m）水泳競技大会2014　男子100mバタフライ　B 決勝5位　00:52.30、男子200mバタフライ　決勝3位　01:52.03
  - 日本選手権2014　男子200mバタフライ　決勝3位　01:56.03
  - ジャパンオープン（50m）2014　男子100mバタフライ　B決勝1位、00:53.16　男子200mバタフライ　決勝2位　01:55.15
  - ゴールドコーストパンパシフィック　男子200mバタフライ　決勝4位　01:56.64
  - 横浜インカレ2014　男子100mバタフライ　決勝6位　00:53.05、男子200mバタフライ　決勝1位　01:55.50
- 2015年：
  - 世界選手権2015  男子200mバタフライ　決勝4位　1:54.24
- 2016年：
  - 日本選手権2016  男子200mバタフライ 決勝2位　1:54.21
  - リオデジャネイロオリンピック　男子200mバタフライ　決勝2位、銀メダル　1:53.40